# Cova de Hirà
La cova de Hirà (àrab: غار حراء, ḡār Ḥirāʾ), sagrada per als musulmans, està situada a la muntanya dita Jàbal an-Nur (‘Muntanya de la Llum’), prop de la Meca, a la regió del Hijaz (Aràbia Saudita). Mesura uns 4 m de profunditat i 1,75 m d'amplada.
La tradició islàmica explica que el profeta Muhàmmad hi passava un mes cada any i que va ser on va rebre per primer cop la visita de l'arcàngel Gabriel i la primera revelació divina de les que constituirien l'Alcorà. Muhàmmad també hi va anar al seu retorn de Taïf, el 620, mentre esperava obtenir la protecció de la Meca.
És un dels indrets visitats per molts musulmans que realitzen els pelegrinatges de l'hajj o de l'umra.